# 시이나 타이조
시이나 타이조(일본어: 椎名鯛造, 1986년 6월 17일 ~ )는 일본의 배우이다. 본명은 같음, 기후현출신.
원래는 메인 캐스트 프로덕션 소속. 프리기간을 거쳐 2010.08.25부터 에이스 크루 엔터테인먼트 소속.
신장 164 cm.
취미 투어링
특기 덤블링,물구나무 서기,다이빙

## 내력
나고야 시대 NHK "중학생 일기"와 CBC "키즈 워 3 '에서 아역을 경험 후 메인 캐스트 프로덕션에 소속.